# Elecciones municipales de Comodoro Rivadavia de 2023
Las elecciones municipales de Comodoro Rivadavia de 2023 se realizaron el 30 de julio, en las cuales se eligieron gobernador y vicegobernador provincial, intendente y viceintendente municipal y 12 bancas para el Honorable Concejo Deliberante. Hubo 154167 electores habilitados y 453 mesas electorales.
Un gran temporal que afectó a gran parte de Chubut puso en duda la realización de las elecciones en toda la provincia. Dicho temporal dejó varios destrozos en Comodoro Rivadavia, como desprendimientos de techos y árboles caídos. Sin embargo, el intendente municipal, Juan Pablo Luque, confirmó que las elecciones se realizarían con normalidad.
En las elecciones a gobernador, el candidato Ignacio Torres, de Juntos por el Cambio, ganó con el 35.71%, que equivale a 116432 votos. Sin embargo, a nivel municipal, el candidato ganador fue Juan Pablo Luque, de Arriba Chubut, que obtuvo el 43.43%, equivalente a 44499 de los votos. Mientras que el candidato a intendente municipal ganador fue Otar Macharashvili, viceintendente municipal, que obtuvo 41448 votos, contra los 35552 votos de la candidata opositora, Ana Clara Romero.